# هالفدان كوت
كان هالفدان كوت (7 يوليو 1873-12 ديسمبر 1965) مؤرخًا وسياسيًا نرويجيًا يمثل حزب العمال.
وُلِد كوت في شمال النرويج لعائلة متميزة إلى حد ما، وسرعان ما أصبح مهتمًا بالسياسة والتاريخ. بدأ حياته السياسية في الحزب الليبرالي، ولكنه انتقل إلى حزب العمال في مطلع القرن العشرين. مثّل كوت هذا الحزب في المجلس البلدي في باروم في أوقات متقطعة خلال فترة ما بين الحربين. لم يُنتخب أبدًا كعضو في البرلمان، ولكنه شغل منصب وزير الخارجية النرويجي منذ عام 1935 حتى عام 1940؛ وذلك كجزء من الحكومة في المنفى بعد غزو ألمانيا للنرويج (عملية فيزرأوبونغ). سعى بصفته الأخيرة إلى الحفاظ على حياد النرويج في الحرب العالمية الثانية، وهو القرار الذي سبب له العار السياسي. أدى الاستياء المتزايد من قرارات كوت السياسية في النهاية إلى خروجه من الحكومة. عاد إلى مساره الأكاديمي بعد الحرب، وكتب أعمالًا رئيسية في خمسينات وستينات القرن العشرين.
كان كوت أستاذًا أكاديميًا للتاريخ في جامعة رويال فريدريك (جامعة أوسلو الآن) منذ عام 1910 حتى عام 1935؛ وذلك بعد أن أصبح زميلًا باحثًا في عام 1900 ومحاضرًا في عام 1908. حصل أيضًا على درجة فخرية في جامعة أكسفورد من بين العديد من مراتب الشرف. كان كاتبًا غزير الإنتاج، وتطرق إلى العديد من الموضوعات خلال مسيرته الأكاديمية الطويلة. كتب العديد من السير الذاتية، وامتدت أعماله حول جون سفيردروب وهنريك إبسن إلى عدة مجلدات لكل منهما. أصبح معروفًا بتوليفاته عن التاريخ النرويجي، وشدد على أدوار الفلاحين والعمال المأجورين كوكلاء تاريخيين وجدوا مكانهم في مفهوم موسع للأمة النرويجية. كان مهتمًا أيضًا بالولايات المتحدة وتاريخها، وكان رائدًا في النرويج في هذا الصدد.
منحته آراءه بشأن اللغة النرويجية اعترافًا أكاديميًا على مستوى البلاد. دافع عن إصلاح لغة سامنورسك، إذ كان الهدف المعلن من ذلك هو توحيد معياري اللغة النرويجية المكتوبة. أخذ إصلاح اللغة الرسمية المكتوبة، من خلال دفعها في ذلك الاتجاه، مساره في عام 1938، ولكن الأحداث التاريخية أدت إلى فشل هذه السياسة. كان كوت مدافعًا عنيدًا وثابتًا عن السلام الدولي، وكان عضوًا مؤسسًا في جمعية السلام النرويجية وعضوًا عاديًا في اللجنة النرويجية لجائزة نوبل. وُصِف الناشط والسياسي كوت بأنه شخص قوي الإرادة وفردي، غذى إيمانًا قويًا بأخذ منظور أكاديمي وقانوني حول المشكلات السياسية.

## مهنة أكاديمية

### المناصب الفخرية
أصبح كوت زميلًا للجمعية العلمية الأكاديمية النرويجية للعلوم والآداب في عام 1908. شغل منصب رئيس الجمعية ونائب الرئيس بين عامي 1923 و1939. حصل على درجات فخرية من جامعة أكسفورد وجامعة شيكاغو وجامعة وارسو. منحته فرنسا رتبة فارس من وسام جوقة الشرف، وحصل في عام 1952 على وسام غونّيروس من الجمعية الملكية النرويجية للعلوم والآداب، كما كان عضوًا في الجمعية الدولية لتاريخ الطب.

## الحياة السياسية

### المشاركة المبكرة والسياسة المحلية
عرّف والد كوت ابنه على السياسة، واصطحبه إلى المؤتمر الوطني للحزب الليبرالي في عام 1891، حيث سُمح له بالدخول منذ أن درس في الجامعة. كانت الساحة السياسية الأولى لكوت هي جمعية الطلاب النرويجيين، حيث جادل بشدة بأن علم النرويج يجب ألا يحتوي على شارة الاتحاد (قضية العلم). غادر ذلك المنتدى في عام 1893، وشارك في تأسيس جمعية طلابية جديدة تسمى رابطة الطلاب الليبراليين. أصبح كوت عضوًا في مجلس إدارة فرع الحزب المحلي في كريستيانا مع انضمام اتحاد الطلاب بشكل جماعي إلى الحزب الليبرالي. واصل معركته ضد شارة الاتحاد، والاتحاد ككل. حُلّ الاتحاد نهائيًا في عام 1905، فدعا إلى إنشاء جمهورية، ولكن استبيان النظام الملكي النرويجي قرر الإبقاء على الملكية.
لم يكن كوت ملتزمًا أبدًا بالمسيحية في سن المراهقة أو مرحلة البلوغ، ولكنه قدّر الإيمان بكمال البشر، كما دعت «أعظم الأديان»، وبدأ يشعر بالتضامن مع الحركة العمالية والطبقات العاملة، مما أدى إلى تطرف آرائه، فصوت لصالح حزب العمال النرويجي منذ عام 1900، وكان قد بدأ قبل ذلك بأربع سنوات باعتبار نفسه اشتراكيًا. طور شكلًا من أشكال المادية التاريخية أثناء إقامته في الولايات المتحدة، مما أدى إلى اندماج دراسات التاريخ والآراء السياسية. نظر إلى الحزب الليبرالي كعامل مهم في التاريخ النرويجي، لأنه أعلن حقوق المزارعين، ولكنه نظر بعد ذلك إلى الطبقة العاملة على أنها الطبقة التالية التي ستُضمّن في الحياة السياسية، وتحديدًا من خلال حزب العمال. تعاون كوت، في فترة الحزب الليبرالي، مع بعض أعضائه الأكثر راديكالية، من بينهم كارل جيبسين، الذي انضم لاحقًا إلى حزب العمال. انضم كوت إلى حزب العمال عندما عاد من الولايات المتحدة وانتقل إلى باروم في عام 1909. عاش مع عائلته في ستابيك بباروم، ولكنه أمر بإنشاء منزل في ليساكر في عام 1910. أطلق على منزله، الذي صممه المهندس المعماري أرنستاين أرنبيرج، اسم «كاريستوا». لم تعرض عليه الجامعة أي مكتب، فاضطر إلى إجراء بحثه في المنزل.
خدم كوت كعضو في مجلس بلدية باروم في الفترات 1916-1919، 1928-1931 و1931-1934. كتب في عام 1952 تاريخ حزب العمال في باروم الذي امتد خمسين عامًا.